# Estación de Alicante-Benalúa
Alicante-Benalúa, también conocida coloquialmente como la estación de «Andaluces» o como la estación de Murcia, fue una estación de ferrocarril de carácter terminal que existió en el municipio español de Alicante, en la provincia homónima. Las instalaciones estuvieron operativas entre 1888 y 1974, constituyendo durante muchos años la cabecera de la línea Alicante-Murcia. En la actualidad el antiguo recinto acoge la sede de Casa Mediterráneo. 

## Historia
La estación, construida por la Compañía de los Ferrocarriles Andaluces, entró en servicio en 1888. Hasta ese momento, desde la inauguración de la línea Alicante-Murcia en 1884 solo había habido un sencillo edificio de viajeros. El complejo ferroviario se encontraba situado en el alicantino barrio de Benalúa, entonces prácticamente deshabitado. En la ciudad coexistía con la estación de Madrid, operada por la compañía MZA, que mantenía conexiones con Madrid y la Meseta. En 1941, con la nacionalización de los ferrocarriles de ancho ibérico, la estación pasa a integrarse en la red de RENFE.
En 1974 la estación dejó de prestar servicios, siendo empleada desde entonces como depósito de material por RENFE. La cabecera de la línea Alicante-Murcia quedó fijada en la estación de Alicante-Término, donde se centralizaron los servicios ferroviarios de pasajeros. Tras su clausura, el edificio principal de la estación estuvo abandonado durante muchos años y fue deteriorándose, si bien la playa de vías continuó siendo utilizada para acoger servicios logísticos y de mercancías. Desde enero de 2005, tras la división de la antigua RENFE, Adif es la titular de las instalaciones ferroviarias.

## Uso actual
Tras muchos años de degradación y abandono, en 2009 el Ministerio de Asuntos Exteriores y Adif firmaron un convenio por el cual esta última cedía el uso de la antigua estación de Benalúa, durante un período de treinta años, para que fuese utilizada por el consorcio público Casa Mediterráneo, de reciente creación. Los trabajos de rehabilitación, cuyo proyecto es obra del arquitecto Manuel Ocaña, comenzaron en diciembre de 2010. En la actualidad el edificio de viajeros ha sido restaurado y acoge la sede de Casa Mediterráneo.